# ニュルンベルク - バンベルク線
ニュルンベルク - バンベルク線 (ニュルンベルク - バンベルクせん、ドイツ語：Bahnstrecke Nürnberg-Bamberg) はフランケン地方の大都会ニュルンベルクとバンベルクを結ぶ鉄道路線で、ルトヴィヒ南北線の北部区間の一つに当たる。この路線はレグニツ川に沿う重要な鉄道路線の一つで、ドイツ統一交通プロジェクト8号（Verkehrsprojekt Deutsche Einheit Nr. 8, VDE 8）の基本計画によって、ニュルンベルク-エアフルト高速線の合流線として改良されている。

## 沿線概況
列車がニュルンベルク中央駅から出発すると、初めはヴュルツブルク、アウクスブルク、クライルスハイムに向かう線路に沿って西側に走る。そこでニュルンベルク - アウクスブルク線は南の方へ、ニュルンベルク - クライルスハイム線は南西の方へそれぞれ分岐して向かう。この路線はニュルンベルク - ヴュルツブルク線と一緒にフランケン高速道路（アウトバーン73号）と平行に向かう。列車は貨物タミナールとニュルンベルク操車場 (Bahnbetriebswerk) の間とローテンブルク街駅を経て、市境界線を越しフュルト中央駅に到着する。
フュルト駅からニュルンベルク - ヴュルツブルク線とランガウ線が西側へ一緒に分岐する。列車はレドニツ川上の七アーチ橋 (Siebenbogenbrücke) と二つの路線の分岐点を通過し、フュルト市の曲線区間を経て北側に走る。この路線はレグニッツ川の橋へ続き、左側に曲がってファッハ駅に至る。列車は続いてエルタースドルフ駅を通過してエアランゲンに進入する。エアランゲン・ブルック駅でヘルツォーゲナウラッハ旧駅からの線路が合流する。エアランゲン駅を出発した列車はブルク山トンネルを通過し、アウトバーン73号と平行に走る。この路線は以後バイアースドルフ駅を経てフォルヒハイム駅に至る。列車がフォルヒハイム駅に到着する前にフォルヒハイム - ベーリンガースミューレ線はこの路線に合流する。1990年まではフォルヒハイム - ホェヒシュタット旧線がフォルヒハイム駅から分岐した。
この路線は続いてアウトバーン73号の上を横切り、終着駅まで左側のマイン＝ドナウ運河と右側の高速道路の間に続く。列車がシュトルレンドルフ駅に至る前、シュリュッセルフェルトからの鉄道線がこの路線に合流する。その後列車は国道505号の下を横切って、ハウプツモーア国有林の南の麓 (südlicher Ausläufer) を通過し、バンベルク中央駅に至る。2007年からフュルト - バンベルク区間は「交通量の多すぎる鉄道路線 (überlasteter Schienenweg)」と評価されている。

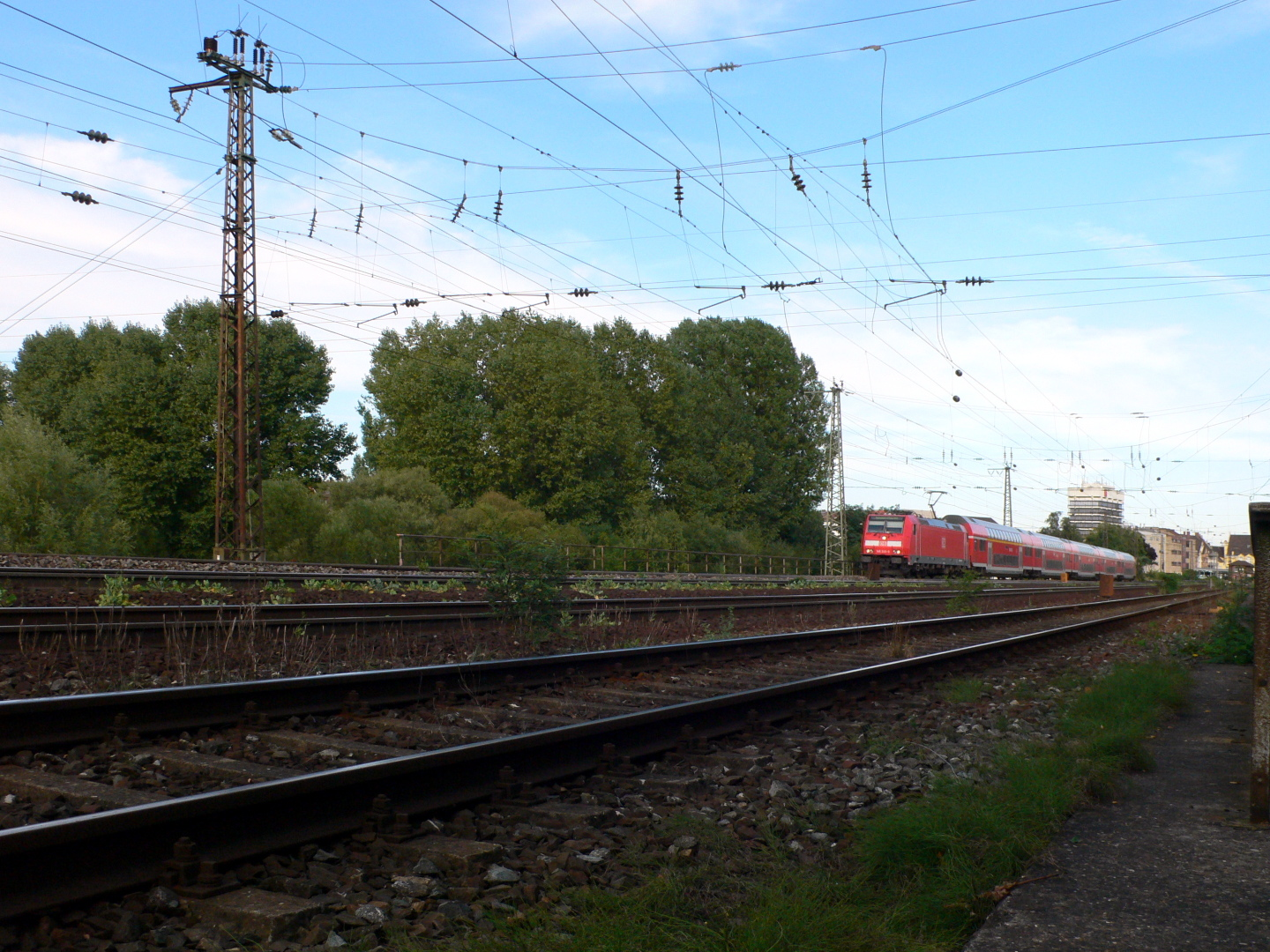
七アーチ橋の上で走行する快速列車

## 歴史

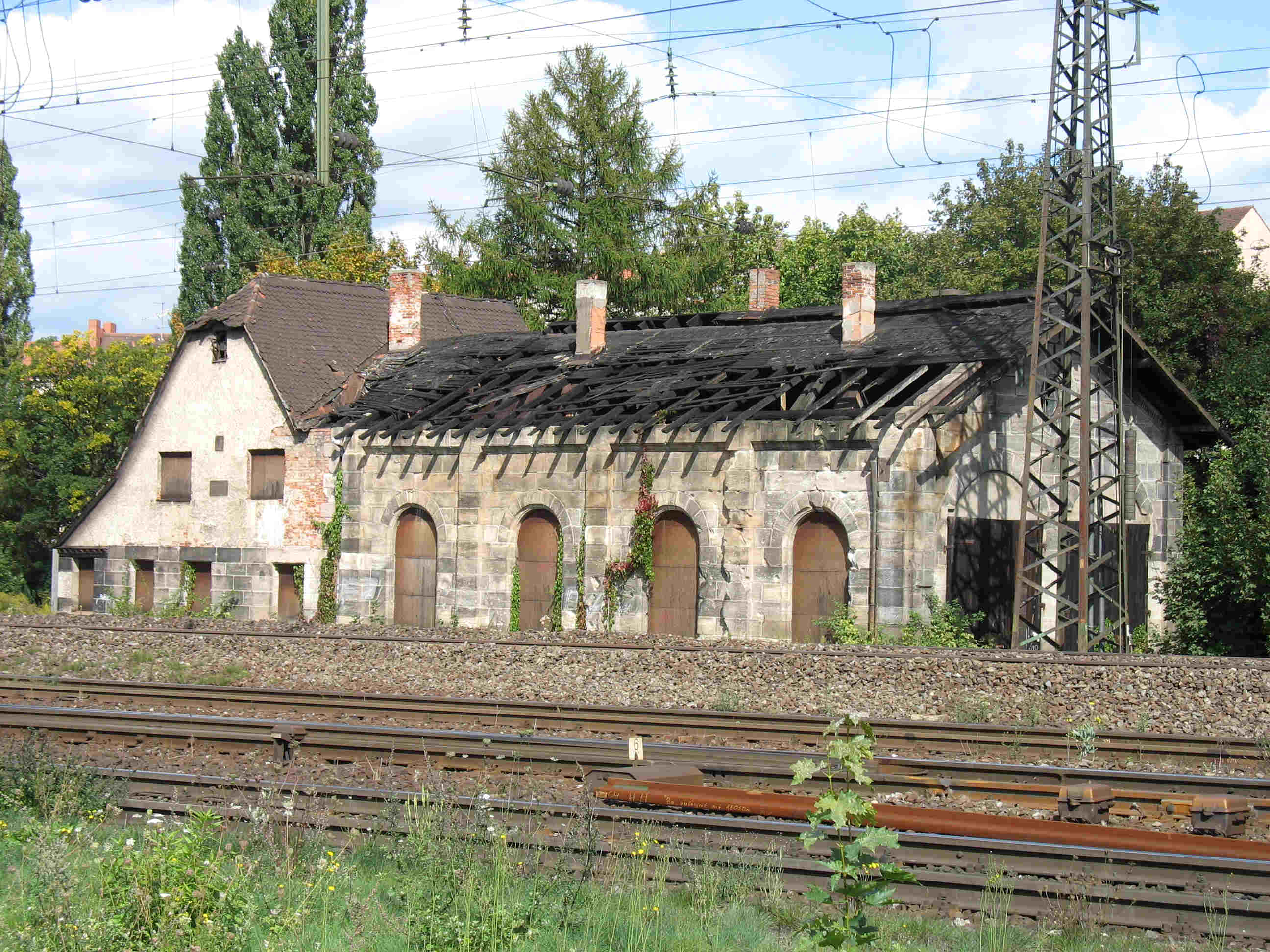
フュルトの機関車格納庫。ドイツで一番古いと推定される。

1843年8月25日バイエルン議会がルドヴィヒ南北鉄道建設に関する法案を通過した後、工事は同じ年に始まった。土地の買入と路線経路の決定は1841年設立された王立ニュルンベルク鉄道建設委員会 (königliche Eisenbahnbau-Kommission zu Nürnberg) の責任だった。1844年9月1日にニュルンベルク - バンベルク区間は開通されて、同年10月に旅客列車の運転は実現された。
1876年8月1日にフュルト - エルタースドルフ間の新線が開通されて、経路はフュルト市の曲線区間を従って変更された。同時に旧ドース駅（フュルト交差点駅）- エルタースドルフ既存区間の営業は中止された。
複線化は1892年まで四次にかけて行われた。1939年5月10日この路線の電化が完了した。
1963年と1964年に連続列車制御装置の設置されたフォルヒハイム - バンベルク区間の試運転が行われ、旅客列車の200 km/hの高速運転は実現された。
2006年8月10日ニュルンベルク - フュルト区間の複々線工事がローテンブルク街の高架橋で始まった。それはニュルンベルク - エアフルト高速線とニュルンベルク - フォルヒハイム区間のSバーン線路の追加建設の一部分である。2008年2月このプロジェクトに1億6200万ユーロが配当された。道床の拡大、レール及び橋梁の取り替えと新設などが複々線のプロジェクトの間に行われた。フュルト中央駅とニュルンベルク・シュタインビュール駅には新しいホームが設置され、ローテンブルク街駅はSバーン列車の停車にふさわしく改修された。フュルト中央駅には電子式信号扱い所が建設され、2011年12月からニュルンベルク - フュルト間の主信号器と車軸カウンタがこの信号扱い所から制御される。一方フュルト市の曲線区間も2010年末まで改修され、七アーチ橋には二つの線路が追加された。
エアランゲン-バイーアスドルフ区間の改良計画は2011年に確定された。VDE 8プロジェクトがこの路線の改良工事として進行され、2017年に複々線線路はエルタースドルフ - フォルヒハイム間で既に備えられた。2024年11月にフォルヒハイム - エゴルスハイム間で複々線工事が完了して、その関係で同年12月にフォルヒハイム北駅が開業される予定である。

## 運行形態
ICEなどの優等列車は以下のように運用されている。地域運送の場合、この路線の運賃制はニュルンベルク広域運輸連合（Verkehrsverbund Großraum Nürnberg, VGN）に統合されている。
- ICE 18; ハンブルク - ベルリン - ハレ - エアフルト - バンベルク - ニュルンベルク。一日一回。
- ICE 28; ミュンヘン - インゴルシュタット/アウクスブルク - ニュルンベルク - バンベルク - エアフルト - ライプツィヒ - ベルリン - ハンブルク。120分間隔。
- IC 61; カールスルーエ - シュトゥットガルト - アーレン - クライルスハイム - ニュルンベルク - エアランゲン - バンベルク - リヒテンフェルス - ザールフェルト - イェナ - ライプツィヒ。120分間隔。
- 快速列車（RE 10）: ニュルンベルク - フュルト - ジーゲルスドル - ノイシュタット - ヴュルツブルク。60分間隔。使用車両は440形電車。
- 快速列車（RE 14/RE 20）: ニュルンベルク - フュルト - エアランゲン - フォルヒハイム - ヒルシャイト - バンベルク - ザールフェルト/ヴュルツブルク。120分間隔[12]。使用車両はDB1462形電車。
- 快速列車（RE 19）: ニュルンベルク - フュルト - エアランゲン - フォルヒハイム - ヒルシャイト - バンベルク - コーブルク - ゾンネベルク。120分間隔。使用車両はRE14と同じ。
- 快速列車（RE 29）: ニュルンベルク - フュルト - エアランゲン - フォルヒハイム - ヒルシャイト - バンベルク - コーブルク - エアフルト。一日4往復。使用車両はDB4462形電車。
- 普通列車（RB 26）: フォルヒハイム - フォルヒハイム北駅 - エゴルスハイム - ブッテンハイム - ヒルシャイト - シュトルレンドルフ - バンベルク - ブライテンギュースバッハ - エーバーン。アギリス鉄道運営。通勤時間帯運行[13]。使用車両はレギオシャトルRS1。
- Sバーン（）: ノイマルクト - ブルクタン - フォイヒト - ニュルンベルク - シュタインビュール - ローテンブルク街駅 - フュルト - 市立病院駅 - ファッハ - エルタースドルフ - ブルック - エアランゲン - ブーベンロイト - バイアースドルフ - ケルスバッハ - フォルヒハイム - フォルヒハイム北駅 - エゴルスハイム - ブッテンハイム - ヒルシャイト - シュトルレンドルフ - バンベルク。20 / 40 / 60分間隔[14]。使用車両はDB442形電車。
- Sバーン（）: ニュルンベルク - フュルト - ジーゲルスドル - ノイシュタット。60分間隔。使用車両は425形電車。